# Двойственная кривая

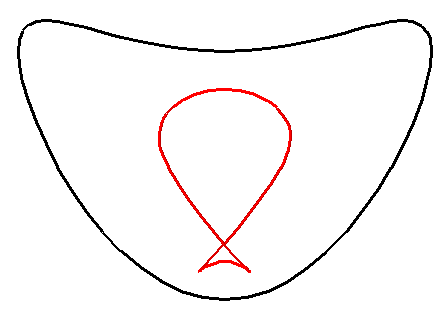
Взаимно двойственные кривые

Двойственная кривая (или дуальная кривая) к заданной кривой на проективной плоскости — это кривая на двойственной проективной плоскости, состоящая из касательных к заданной гладкой кривой. В этом случае кривые называются взаимно двойственными (дуальными). Понятие может быть обобщено для негладких кривых и на многомерное пространство.
Двойственные кривые являются геометрическим выражением преобразования Лежандра в гамильтоновой механике.

## Двойственная проективная плоскость
Точки и прямые на проективной плоскости играют симметричные роли по отношению друг к другу: для любой проективной плоскости {\displaystyle P} можно рассмотреть двойственную проективную плоскость {\displaystyle P^{*}}, в которой точками по определению являются прямые исходной плоскости {\displaystyle P}. В этом случае прямым плоскости {\displaystyle P^{*}} будут соответствовать точки {\displaystyle P}, а отношение инцидентности будет то же самое с точностью до перестановки аргументов.

## Определение
Пусть дана гладкая кривая {\displaystyle C} на проективной плоскости {\displaystyle P} . Рассмотрим множество всех её касательных {\displaystyle C^{*}}. Это множество можно рассмотреть как множество точек двойственной плоскости {\displaystyle P^{*}}. Оно будет образовывать кривую (не обязательно гладкую) в {\displaystyle P^{*}}, которая называется двойственной кривой к {\displaystyle C}.
Из-за симметрии между пространством и двойственным пространством, кривой, двойственной к кривой в {\displaystyle P^{*}} (то есть к однопараметрическому семейству прямых в {\displaystyle P}), будет кривая в {\displaystyle P}. Эта кривая называется огибающей семейства прямых.

## Пример
Рассмотрим эллипс, заданный уравнением {\displaystyle (x/2)^{2}+(y/3)^{2}=1} (см. рисунок). Касательными к нему будут прямые, заданные уравнениями {\displaystyle \alpha x+\beta y=1}, где {\displaystyle (2\alpha )^{2}+(3\beta )^{2}=1}. Таким образом, двойственная к этому эллипсу кривая задаётся уравнением {\displaystyle (2\alpha )^{2}+(3\beta )^{2}=1} в координатах {\displaystyle \alpha }, {\displaystyle \beta }.

## Свойства
Двойственные кривые обладают следующими свойствами:
- Кривая, двойственная к двойственной кривой, будет исходной кривой: {\displaystyle (C^{*})^{*}=C}.
- Если исходная кривая — кривая второго порядка, то двойственная ей кривая тоже будет второго порядка.
- Каждой двойной касательной (то есть касательной к двум точкам) исходной кривой соответствует точка самопересечения двойственной кривой.
- Каждой точке перегиба исходной кривой соответствует точка возврата двойственной кривой.

### Связь с преобразованиями Лежандра
Двойственные кривые применяются для описания преобразований Лежандра в гамильтоновой механике. А именно, преобразование Лежандра — это переход от кривой к двойственной кривой, записанный в аффинных координатах. Это связано со следующим свойством: график строго выпуклой функции двойственен графику преобразования Лежандра для этой функции.

### Параметризация
Для параметрически заданной кривой двойственная кривая определяется уравнениями:
{\displaystyle X={\frac {y'}{yx'-xy'}}}
{\displaystyle Y={\frac {x'}{xy'-yx'}}}

## Обобщения

### Негладкие кривые
Понятие двойственности можно обобщить для ломаных и вообще для негладких кривых, если вместо касательных рассматривать опорные прямые. Прямая на плоскости называется опорной к кривой, если она содержит точку кривой, но при этом вся кривая лежит в одной полуплоскости от этой прямой. Для гладких кривых единственной опорной прямой, проходящей через данную точку кривой, является касательная к этой кривой. Таким образом, можно обобщить понятия двойственности для негладких кривых: двойственной кривой к произвольной кривой называется множество её опорных прямых.
Множество опорных прямых для ломаной также образует ломаную: опорные прямые, проходящие через вершины исходной ломаной, образуют отрезок двойственной плоскости.
Эта ломаная называется двойственной ломаной. Её вершины получаются из отрезков исходной ломаной. В частности, двойственным к многоугольнику будет многоугольник, который называется двойственным многоугольником.

### Двойственная гиперповерхность
Понятие двойственности можно обобщить и на проективное пространство произвольной размерности. Двойственным проективным пространством называется пространство, состоящее из гиперплоскостей исходного пространства.
Для заданной выпуклой гиперповерхности в проективном пространстве множество гиперплоскостей, опорных к этой гиперповерхности, называется двойственной гиперповерхностью.

## Примеры
Пусть дана окружность, заданная в некоторой системе координат уравнением {\displaystyle x^{2}+y^{2}=1}. Касательной к окружности в точке {\displaystyle (a,b)}, где {\displaystyle a^{2}+b^{2}=1}, является прямая {\displaystyle ax+by=1}. Координатами этой прямой в двойственной системе координат будет пара {\displaystyle (a,b)}. Таким образом, двойственной кривой к окружности будет множество точек двойственной кривой с координатами {\displaystyle (a,b)}, где {\displaystyle a^{2}+b^{2}=1}, то есть опять окружность.
В более общем случае, если в пространстве {\displaystyle \mathbb {R} ^{n}} задана норма, то в сопряжённом пространстве {\displaystyle {\mathbb {R} ^{n}}^{*}} можно рассмотреть сопряжённую норму. Каждой точке {\displaystyle p} пространства {\displaystyle {\mathbb {R} ^{n}}^{*}} соответствует гиперплоскость, заданная уравнением {\displaystyle px=1}. Оказывается, что поверхность, сопряжённая единичной сфере в пространстве {\displaystyle \mathbb {R} ^{n}} (в смысле заданной нормы), является двойственной к единичной сфере в двойственном пространстве в смысле сопряжённой нормы.
Так, например, куб — это «сфера» в смысле равномерной нормы ({\displaystyle L^{\infty }}). Норма, сопряжённая {\displaystyle L^{\infty }}, является {\displaystyle L^{1}}-нормой. Следовательно, поверхностью, двойственной к кубу, будет «сфера» в {\displaystyle L^{1}}, то есть октаэдр.
Более того, двойственной поверхностью к многограннику будет двойственный многогранник.